# Henrik Hjelt
Henrik Olov August Hjelt, född 7 mars 1968 i Lidingö kommun, är en svensk skådespelare, komiker, manusförfattare samt regissör.
Henrik Hjelt har medverkat i ett flertal filmer som bland andra Klassfesten och Utanför din dörr. Bland tv-produktioner som han medverkat i kan nämnas Playa del Sol, Lilla landet lagom och Time Out. Hjelt har även medverkat i Parlamentet. Högsta domstolen och Extra! Extra!.  Han turnerade med Ladies Night 2008 tillsammans med Martin Stenmarck och Peter Stormare, samt har gjort reklamfilmer för till exempel Tidningsutgivarna. Henrik Hjelt var sommarvärd i SR P1 år 2010.
Hjelt är medlem i komikergruppen Humorator, som bland annat medverkade i programmet Detta Har Hänt och TV-serien Svensk humor i Sveriges Television hösten 2013. Hjelt är också återkommande gäst i Annika Lantz frågesport om veckans nyheter Lantzkampen i P1.
Henrik Hjelt är reservofficer i Amfibiekåren och utbildad jurist från Uppsala universitet.

## Filmografi
- 1996 – Detta har hänt (TV-serie)
- 1998 – c/o Segemyhr (TV-serie)
- 1999 – Nya tider (TV-serie)
- 1999–2011 – Parlamentet (TV-serie)
- 1999 – Tre kronor (TV-serie)
- 2000 – Fem gånger Storm (TV-serie)
- 2001 - Spirited Away (Röst till ansiktslös och Grodan)
- 2001 – Känd från TV
- 2002 – Klassfesten
- 2002 – Utanför din dörr
- 2002 – Pappa polis (TV-serie)
- 2002 – Skattkammarplaneten (röst)
- 2003 – Time out (TV-serie)
- 2003 – Godafton Sverige (TV-serie)
- 2003 – Håkan Bråkan (TV-serie) (julkalender)
- 2004 – Håkan Bråkan & Josef
- 2005 – Robotar (röst)
- 2006 – Högsta domstolen (TV-serie)
- 2007 – Playa del sol (TV-serie)
- 2008 – Dubbat (TV-serie)
- 2009 – Tomtar och troll (röst)
- 2009 – Playa del sol (TV-serie)
- 2011 – Gustafsson 3 tr (TV-serie)
- 2011 – Åsa-Nisse – wälkom to Knohult
- 2011 – Extra! Extra! (TV-serie)
- 2013 – Hela Sveriges fredag (TV-serie)
- 2013 – Svensk humor (TV-serie)
- 2014–2022 – Parlamentet (TV-serie)
- 2019 – Playa del sol (TV-serie)
- 2021 – Solsidan (TV-serie)
- 2022 - Clark (TV-serie)
- 2024 – LOL: Skrattar bäst som skrattar sist (TV-serie)

## Teater

### Roller (ej komplett)
| År   | Roll             | Produktion                          | Regi              | Teater             |
| ---- | ---------------- | ----------------------------------- | ----------------- | ------------------ |
| 2010 | Nörden           | Har ni fest eller? Larry Shue       | Stefan Wiik       | Fjäderholmsteatern |
| 2010 | Spamalot         |                                     |                   |                    |
| 2011 | Sir Galahad      | Spamalot Eric Idle och John Du Prez | Anders Albien     | Oscarsteatern      |
| 2013 |                  | Pappan                              |                   |                    |
| 2014 | Rolf             | Camping - den bästa utsikten        | Thomas Segerström |                    |
| 2015 | General Melchett | Svarte Orm                          | Anders Albien     |                    |